# Robert Porchon
Robert Charles Joseph Porchon, né le 23 janvier 1894 à Chevilly (Loiret) et tué le 20 février 1915 aux Éparges (Meuse) lors de la bataille homonyme, est un officier français. Il est un ami de guerre, le « frère de sang », du romancier Maurice Genevoix (1890-1980) qui lui dédie son livre Sous Verdun.

## Biographie
Né en 1894 (la future Classe 1914, la « génération sacrifiée »), Robert Porchon, est le fils d'Angel Porchon et de Gabrielle Marie Louise Néaf. Son frère Marcel, né en 1885, est également tué sur le front, en Argonne, le 6 avril 1915.
Il est le neveu par alliance du général de brigade Gabriel Delarue qui fut également tué sur le front cette même année 1915.
Robert Porchon suit des études au lycée Pothier à Orléans et entre ensuite à l'École spéciale militaire de Saint Cyr le 7 novembre 1913. Il est de la promotion « De la Croix du Drapeau » 1913-1914, qui reçoit le baptême le 30 juillet 1914. Il est nommé sous-lieutenant au 106e régiment d'infanterie (106e RI) le 15 août 1914. C'est en cette occasion qu'a été prêté le serment de 1914, initié par Jean Allard-Méeus, au cours duquel les tout jeunes Saint-Cyriens auraient juré de monter en ligne en gants blancs et avec leurs casoars.

### Affectations et combats
Le jeune sous-lieutenant rejoint la caserne Chanzy de Châlons-sur-Marne le 4 août 1914. D'abord affecté au 306e RI, unité de réserve du 106e, il part pour le front avec un renfort pour le régiment d'active le 25 août. Maurice Genevoix fait partie du même départ. Ils se retrouvent dans la même compagnie, la 7e, à Gercourt-et-Drillancourt, le 27 août : « Un élève de Saint-Cyr, frais galonné, visage osseux, nez puissant et bon enfant, qui vient d'arriver avec moi du dépôt ». Le sergent Germain complète ce portrait : « C'est un grand garçon, blond au nez proéminent mais à l'air intelligent. Je remarque qu'il ne me tutoie pas. Il a du tact ».
Après l'attaque de nuit à Rembercourt-Sommaisne, le 10 septembre 1914 (combats de Vaux-Marie), dans laquelle le commandant Giroux a été tué, Bord prend le commandement du 2e bataillon, et laisse la 7e compagnie au seul officier d'active, le sous-lieutenant Porchon.

« Je te disais que je suis maintenant commandant de compagnie, faute d'officiers pour remplir ce rôle. Il n'en reste plus des masses au 106, et je suis un des chanceux. Sur sept saint-cyriens que nous étions, je suis le seul qui reste. »

— Lettre à sa mère du 27 septembre 1914, Carnet de route.
Cette situation va durer jusqu'au 8 novembre 1914, quand le capitaine Rolin prend la compagnie et Porchon reprend la 4e section de celle-ci.

### Mort lors de la bataille d'Éparges
Le 20 février 1915, après trois jours infernaux marquant le début de la bataille des Éparges, opposant la 12e division d'infanterie de la 1re Armée française à la 8e brigade d'infanterie royale bavaroise de la 33e division d'infanterie allemande pour le contrôle de cette crête de la Meuse, Robert Porchon est blessé légèrement au front entre les tranchées de 1re ligne et le poste de secours. Il est tué par un obus alors qu'il redescend vers celui-ci. 

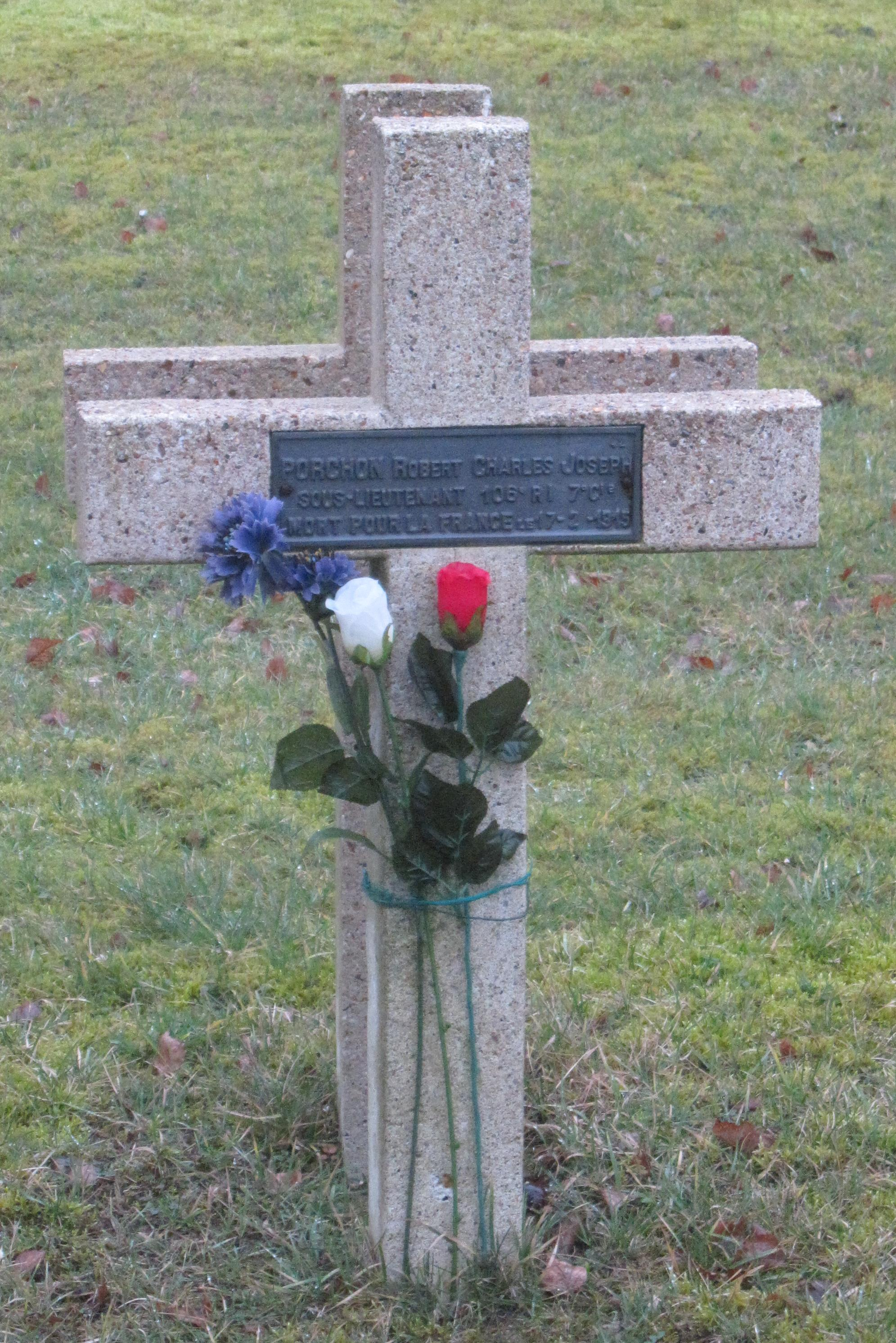
Tombe du lieutenant Porchon.

Il est inhumé à la nécropole nationale du Trottoir, aux Éparges, auprès d'autres tués du 106e RI, tombe 42 sur laquelle la date de décès indique erronément le 17 février 1915,. Sa tombe est alors entretenue par la famille Auboin. 
« Mort pour la France », son nom figure sur le monument aux morts de Chevilly (Loiret), sa commune natale.

## Sentiments fraternels de Maurice Genevoix
Les sentiments fraternels que l'écrivain Maurice Genevoix éprouvait pour son compagnon d'armes sont dévoilés dans une lettre émouvante adressée à la mère de Robert Porchon, le 7 mars 1915, deux semaines après sa mort :

« Nous parlerons de lui simplement, pieusement ; vous me le permettrez parce que vous saviez que je l'aimais. Nous nous étions retrouvés dès les premiers jours ; et nous nous étions rapprochés d'abord parce que nous étions du même pays, et que cela fait des souvenirs en commun. Puis ce fut le départ pour le front. Nous fûmes affectés à la même compagnie, et tout de suite s'établit entre nous une fraternité d'armes qui naît des fatigues et des dangers partagés, des responsabilités communes, et aussi d'affinités profondes de nature. À travers les dures épreuves, je mesurai mieux les qualités précieuses de votre fils. Je l'ai vu, petit à petit, sans même qu'il fît effort pour cela, et comme par la seule puissance de sa bonté et de sa loyauté, s'attacher le cœur de tous ses hommes. Pour moi, je lui avais donné bien vite ma confiance entière ; et je l'aimais comme s'il eût été mon frère par le sang ... »

— Carnet de route de Robert Porchon, op. cit., p. 152.

Dans les Sapes (ou boyau) français, crête des Éparges,

« Bon Dieu ! dit Porchon à voix basse ; même de loin, ça secoue.
La voix plus basse reprend encore, comme étouffée d’une crainte religieuse, il reprend :
Et quel silence, autour de ça !
La vallée repose sous les étoiles immobiles, ou qui palpitent lentement, comme respire une poitrine endormie. Les Hauts ensommeillés s’allongent sur ses rives, pareils à des géants couchés. Et dans la grande nuit pacifique, la clameur lointaine des guerriers s’élève comme une dérision. Souffrance ? Fureur ? Chétive dans la grande nuit, elle est surtout misère. En ce moment même, près d’ici, des troupes de la brigade voisine attaquent à la baïonnette le village de Saint-Rémy. »

— Maurice Genevoix, Ceux de 14, La boue, ch. III « La réserve ».
Maurice Genevoix viendra se recueillir sur sa tombe chaque fois qu'il le pourra.

## Distinctions
- Citation à l'ordre de l'Armée 189 du 30 mai 1915 : D'une bravoure admirable et en même temps d'un calme communicatif, a commandé sa section avec la plus grande intelligence donnant à ses hommes, par sa tenue, la plus belle confiance. Il a été mortellement blessé le 19 février 1915 au cours d'un bombardement[7],[Note 4].

- Chevalier de la Légion d'honneur, à titre posthume, arrêté du 19 octobre 1919[8]
- Médaille militaire

## Hommages
- Maurice Genevoix lui dédie son livre Sous Verdun, premier ouvrage de Ceux de 14.
- Robert Porchon figure dans le Tableau d'honneur de la Grande Guerre du journal L'Illustration, planche 145[9] ;
- Son nom figure sur une plaque commémorative au lycée Pothier d'Orléans ;
- Son nom est cité lors de la Panthéonisation de Maurice Genevoix, le 11 novembre 2020, par la lecture d'une lettre à la mère de Robert Porchon et dans l'allocution prononcée par le président Emmanuel Macron.